# Бушеука
Бушеука (рум. Bușăuca) — село у Резинському районі Молдови. Утворює окрему комуну.

## Населення
За даними перепису населення 2004 року у селі проживали 1193 особи.
Національний склад населення села:
| Національність   | Кількість осіб | Відсоток   |
| ---------------- | -------------- | ---------- |
| молдавани румуни | 1181 1         | 99,0% 0,1% |
| росіяни          | 7              | 0,6%       |
| українці         | 2              | 0,2%       |
| болгари          | 1              | 0,1%       |
| євреї            | 1              | 0,1%       |
| Всього           | 1193           | 100%       |